# Liste des membres du Løgting des îles Féroé (1906-1908)
Cette liste présente les 20 membres de la 1re législature du Løgting des îles Féroé élus lors des élections générales du 18 juillet 1906.

## Liste
| Élu                    | Circonscription | Parti | Parti                       | Naissance         | Lieu         | Décès            | Lieu           |
| ---------------------- | --------------- | ----- | --------------------------- | ----------------- | ------------ | ---------------- | -------------- |
| Jacob Dahl             | Suðuroy         |       | Parti de l'Union            | 12 novembre 1837  | Vágur        | 11 avril 1915    | Vágur          |
| Johan C.F. Dam         | Norðstreymoy    |       | Parti de l'Union            | 8 juillet 1863    | Kollafjørður | 17 janvier 1925  | Kollafjørður   |
| Anton Degn             | Suðurstreymoy   |       | Parti de l'Union            | 6 octobre 1871    | Tórshavn     | 3 septembre 1950 | Tórshavn       |
| Niclas J. Djurhuus     | Suðuroy         |       | Parti de l'Union            | 13 septembre 1865 | Sumba        | 23 août 1952     | Sumba          |
| Oliver Effersøe        | Suðuroy         |       | Parti de l'Union            | 20 mars 1863      | Tvøroyri     | 8 mars 1933      | Charlottenlund |
| Jóhan Michael Hentze   | Sandoy          |       | Parti de l'Autogouvernement | 26 août 1855      | Sandur       | 23 novembre 1953 | Sandur         |
| Símun Pauli úr Konoy   | Eysturoy        |       | Parti de l'Autogouvernement | 5 janvier 1876    | Kunoy        | 9 juillet 1956   | Kunoy          |
| Dánjal Pauli Michelsen | Vágar           |       | Parti de l'Autogouvernement | 13 janvier 1855   | Miðvágur     | 22 avril 1934    | Miðvágur       |
| Søren E. Müller        | Suðurstreymoy   |       | Parti de l'Union            | 13 juin 1856      | Tórshavn     | 17 octobre 1922  | Tórshavn       |
| Zacharias Nielsen      | Vágar           |       | Parti de l'Autogouvernement | 11 janvier 1868   | Sandavágur   | 4 décembre 1928  | Sandavágur     |
| Klæmint Olsen          | Norðoyar        |       | Parti de l'Union            | 10 février 1842   | Leirvík      | 10 mars 1912     | Klaksvík       |
| Jóannes Patursson      | Suðurstreymoy   |       | Parti de l'Autogouvernement | 6 mai 1866        | Kirkjubøur   | 2 août 1946      | Kirkjubøur     |
| Thomas J. Petersen     | Eysturoy        |       | Parti de l'Union            | 25 décembre 1868  | Streymnes    | 11 août 1926     | Streymnes      |
| Jógvan Poulsen         | Eysturoy        |       | Parti de l'Union            | 19 février 1854   | Svínáir      | 21 janvier 1941  | Strendur       |
| Johan Hendrik Poulsen  | Sandoy          |       | Parti de l'Autogouvernement | 30 janvier 1869   | Skopun       | 30 août 1954     | Skopun         |
| Andrass Samuelsen      | Norðstreymoy    |       | Parti de l'Union            | 1er juillet 1873  | Haldarsvík   | 30 juin 1954     | Fuglafjørður   |
| Óli Niklái Skaalum     | Suðuroy         |       | Parti de l'Union            | 29 avril 1849     | Hvalba       | 29 janvier 1924  | Hvalba         |
| Símun av Skarði        | Norðoyar        |       | Parti de l'Autogouvernement | 3 mai 1872        | Skarð        | 9 octobre 1942   | Tórshavn       |
| Andreas Weihe          | Eysturoy        |       | Parti de l'Union            | 7 juillet 1867    | Selatrað     | 16 novembre 1946 | Selatrað       |
| Mads Andrias Winther   | Suðurstreymoy   |       | Parti de l'Autogouvernement | 23 novembre 1871  | Sandur       | 8 février 1923   | Sandur         |